# Papà perché
Papà perché è un singolo del cantante italiano Zucchero Fornaciari, estratto dall'album Spirito DiVino, etichettato Polydor.

## Descrizione
Il brano, che il cantautore dedica al padre scomparso, è stato pubblicato anche in versione spagnola con il titolo Papa por que e in versione inglese intitolata No More Regrets.
Da una frase contenuta nel testo è stato tratto il titolo dell'album di provenienza Spirito DiVino:
il sangue non mi va in vino/
Perché papà, papà perché/
non ho uno Spirito DiVino»
(Zucchero, Papà perché)

## Tracce
Dal 10 ottobre 2005 è possibile effettuare il download del brano. Testi e musiche di Zucchero, eccetto dove diversamente indicato.

### CD singolo/download digitale
Papà perché
- COD: Polydor 5002 160

1. Papà perché – 3:58 (testo: Zucchero, Alberto Salerno)

Papa por que
- COD: Polydor ZUCCHE – 2

1. Papa por que – 3:58 (testo: Zucchero, Fito Páez)

- COD: Polydor 579 348-2

1. Papà perché – 3:58 (testo: Zucchero, Alberto Salerno)
2. Il mare impetuoso al tramonto salì sulla luna e dietro una tendina di stelle... (Live) – 3:58

### CD Maxi
Papà perché
- COD: Polydor 579 263-2

1. Papà perché – 3:58 (testo: Zucchero, Alberto Salerno)
2. It's All Right (La promessa) – 5:26
3. Il mare impetuoso al tramonto salì sulla luna e dietro una tendina di stelle... (Live) – 3:58

## Classifiche
| Classifica (1995)  | Posizione massima |
| ------------------ | ----------------- |
| Austria (Airplay)  | 18                |
| Germania (Airplay) | 18                |
| Polonia            | 33                |
| Svizzera (airplay) | 18                |